# Марроне, Лука
Лу́ка Марро́не (итал. Luca Marrone; 28 марта 1990, Турин, Италия) — итальянский футболист, полузащитник клуба «Лекко».

## Карьера
В 8 лет Лука присоединился к футбольной академии «Ювентуса». Он прошёл все уровни футбольной школы туринцев и в сезоне 2007/08 был введён в состав примаверы «Ювентуса». В тот момент наставником молодёжной команды был Чиро Феррара. Когда в 2009 году он возглавил «Ювентус», Марроне был призван в первую команду, прошёл вместе с ней всю предсезонную подготовку и поучаствовал в таких турнирах как Peace Cup и TIM Trophy.
В последующем Марроне попал в заявку на матч первого тура серии A против «Кьево» и на 70-й минуте заменил на поле португальца Тьягу. В сентябре, в матче против «Ливорно», Марроне на 74-й минуте снова вышел на поле, заменив Мауро Каморанези.
В феврале 2010 года Марроне, вместе с примаверой «Ювентуса», во второй раз подряд победил в Кубке Виареджо — престижном турнире среди молодёжных команд. Марроне является капитаном примаверы «Ювентуса».
Летом 2010 года отдан в годовую аренду «Сиене».
Лука вместе с Антонио Конте вернулся в «Ювентус» из «Сиены». Марроне забил первый гол в ворота «Аталанты» в последнем туре. 28 января 2016 года отправился в аренду до конца сезона в клуб «Эллас Верона».

## Достижения
- Чемпион Италии (2): 2011/12, 2012/13
- Обладатель Суперкубка Италии (2): 2012, 2013